# Vrbik
Vrbik je zagrebačko gradsko naselje (kvart) koje se nalazi na južnom dijelu grada, sjeverno od rijeke Save. Smješten je između Avenije grada Vukovara na sjeveru, ulice Ivana Lučića na istoku, Slavonske avenije na jugu, te Poljičke ulice i Gagarinovog puta na zapadu. Nalazi se u sastavu gradske četvrti Trnje. Na istoku graniči s mjesnim odborom Miramare, na zapadu s Cvjetnicom, na sjeveru s Martinovkom, a na jugu s Cvjetnim naseljem.
U Vrbiku se nalaze mnoge poznate institucije poput Nacionalne i sveučilišne knjižnice, pučkog otvorenog učilišta, Filozofskog fakulteta, Fakulteta strojarstva i brodogradnje, te Zagrebačke burze koja je smještena u neboderu Eurotower (s visinom od 96 metara trenutno treća najviša zgrada u Hrvatskoj). Prepoznatljiv dio kvarta su Richterovi neboderi tzv. Rakete koje su izgrađene u brutalističkom stilu.
Prema popisu stanovništva iz 2011. naselje ima 3352 stanovnika.